# Hydrelia gracilipennis
Hydrelia gracilipennis är en fjärilsart som beskrevs av Inoue 1982. Hydrelia gracilipennis ingår i släktet Hydrelia och familjen mätare. Inga underarter finns listade i Catalogue of Life.